# Jiří Pokorný
Jiří Pokorný (Kadaň, Brno, 14 d'octubre de 1956) va ser un ciclista txecoslovac, d'origen txec, que combinà la pista amb la carretera. Va guanyar una medalla de bronze als Jocs Olímpics de 1980, i una altra al Campionat del món en Persecució per equips.

## Palmarès en pista
- 1980
  -  Medalla de bronze als Jocs Olímpics de Moscou en Persecució per equips (amb Martin Penc, Teodor Černý i Igor Sláma)